# 別爾林
50°7′29″N 25°2′50″E / 50.12472°N 25.04722°E
別爾林（烏克蘭語：Берлин），是烏克蘭西部的村莊，隸屬利維夫州的佐洛奇夫區。該村始建於600年，面積4.7平方公里，海拔高度216米，2020年人口1,317，人口密度每平方公里288.54人。	